# Tom2Rock

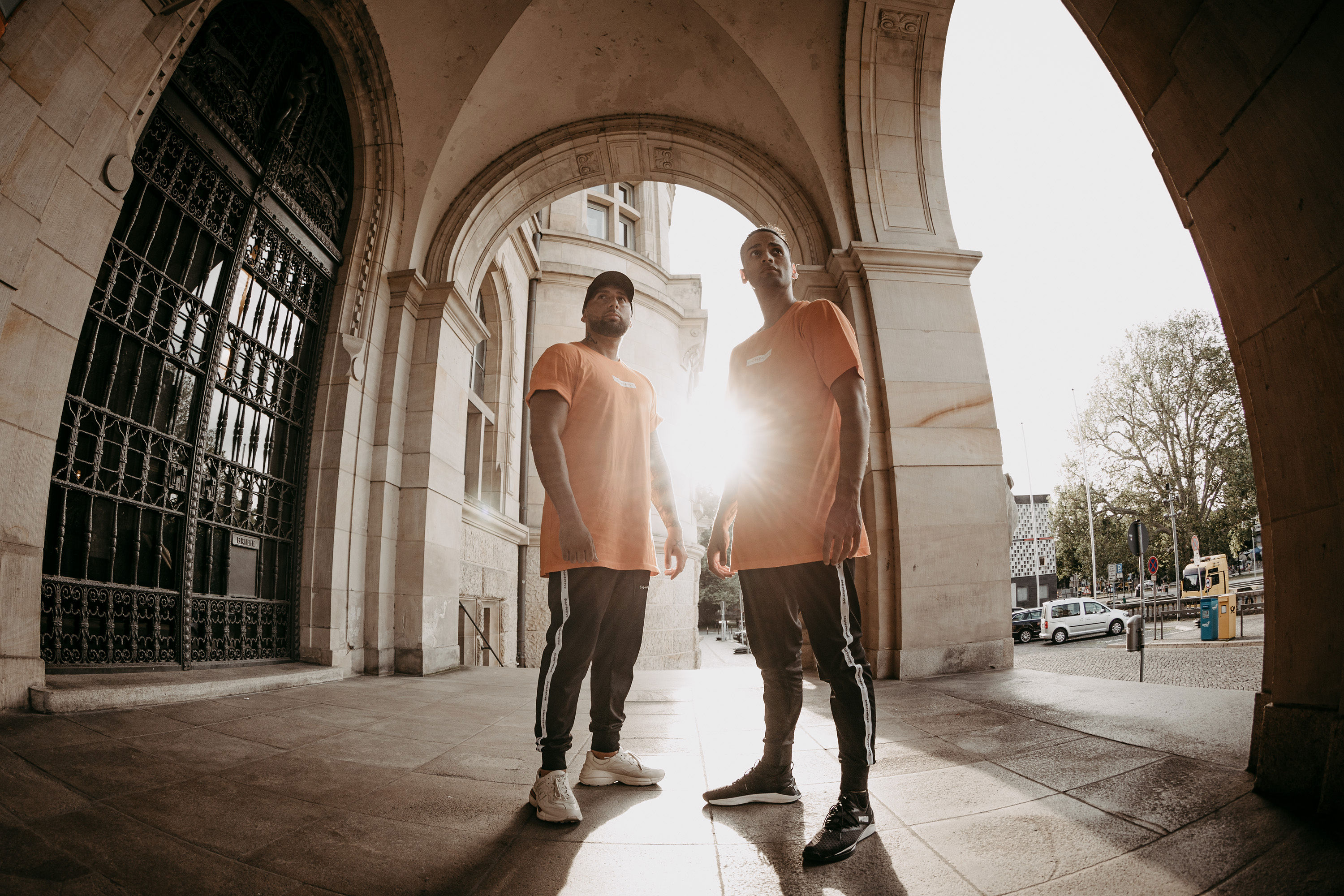
Tom2Rock

Tom2Rock sind die Brüder „Tomy“ und Ratko Pavlovic. Sie sind Show- und TV-Tänzer.

## Leben
Tomy wurde am 7. April 1985 und Ratko (Künstlername: Rocky) wurde am 16. November 1987 in Krajewu, Jugoslawien geboren. Nach Deutschland kam die Familie 1991. Die Brüder zogen 2010 nach Hildesheim.

## Karriere
Mit Breakdance fingen sie im Jahr 1997 in einem Jugendzentrum in Schöningen an. In Hildesheim begannen die beiden sich ihrer tänzerischen Karriere zu widmen. Mit ihrer Breakdance-Gruppe Big Bang waren sie bei Battles deutschlandweit vertreten. 2009 erreichten sie den größten Erfolg beim Battle of the Year, wo sie zur besten Show nominiert wurden. Die wichtigsten Veranstaltungen der folgenden zwei Jahren waren die Performances bei den Firmenfeiern von Google und Youtube.
2011 eröffneten sie ihre eigene Tanzschule Tom2Rock Dance Studio in Hildesheim. Das Studio fördert Nachwuchstalente und nimmt auch regelmäßig an Meisterschaften teil. Im Jahr 2011 wurde das Projekt Dance4Respect ins Leben gerufen, um Kinder und Jugendliche an ihren eigenen Erfahrungen teilhaben zu lassen und sich für einen besseren Umgang unter den Schülern einzusetzen. Es wurde  mit 50 Projekten an Schulen durchgeführt und ist fortlaufend.

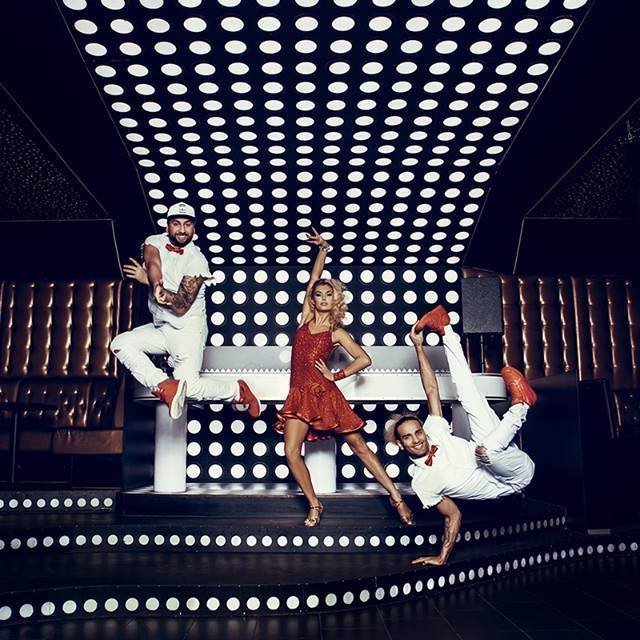
Breaking Salsa Tom2Rock & Kim Wojtera

Im selben Jahr starteten die Brüder eine Deutschlandtournee mit O2 in Braunschweig, Hildesheim, Bremen, Osnabrück, Stuttgart, München und Düsseldorf.
2012 war Tom2Rock Teil der RTL-Fernsehshow Das Supertalent. Dieter Bohlen beschrieb die außergewöhnliche LED-Show als eine „perfekte Show“.
2013 drehten sie ihren ersten Kurzfilm „Dance and Run“ mit Juba Films in einer Kooperation mit der Arneken-Galerie. Ebenfalls 2013 waren die Brüder auf einer Deutschlandtournee mit Ross Antony unterwegs.
Im folgenden Jahr nahm Tom2Rock bei der TV-Produktion Got to Dance von Pro7/Sat.1 teil. Nicht nur sie erreichten das Halbfinale, auch ihre Kidsgruppe Baby Bounce tanzte erfolgreich ins Halbfinale von Got to Dance.
2014 drehten sie ihren zweiten Kurzfilm „The Handover“.
2015 starteten Tom2Rock ihre Deutschlandtour mit Aneta Sablik.
2014 lernten sich die Breakdancer Tom2Rock und Salsa-Weltmeisterin Kim Wojtera in der TV-Show Got to Dance kennen. 2016 begann die Arbeit an der neuen Show „Breaking Salsa“ mit Kim Wojtera. Gemeinsam stellten sie das neue Showprogramm auf die Beine. Sie entwickelten eine neue Mischung der Tanzstile Breakdance und Salsa. 2018 fand die ausverkaufte Premiere der Breaking Salsa Show im Theater am Aegi in Hannover statt. 2019 geht das Showprogramm mit internationalen Tänzern und der Live-Musik von Grammy-Gewinner Nene Vasquez das erste Mal auf Deutschlandtour.